# 兴泉镇
兴泉镇，原称大兴镇，是中华人民共和国云南省丽江市华坪县下辖的一个乡镇级行政单位。

## 行政区划
兴泉镇下辖以下地区：
兴泉村、新文村、干箐村、南阳村、文乐村、松竹村、青龙村、塘房村和关塘村。

## 历史
中华民国时期，此地称作“福泉镇”。
1950年，此地称“大兴区”。1958年改名“大兴人民公社”，1984年复改“大兴区”，1988年改名“大兴乡”、“文乐傈僳族乡”。2002年大兴撤乡设镇。2005年8月4日，云南省人民政府批示撤销文乐傈僳族乡和大兴镇，合并设立“兴泉镇”，2006年1月6日正式合并。

## 地理
兴泉镇位于华坪县东北部，东与四川省攀枝花市西区格里坪镇相邻，南与华坪县石龙坝镇相邻，西与华坪县中心镇、船房傈僳族傣族乡相邻，北与四川省攀枝花市盐边县惠民镇相邻。最高点是南阳村冷山海拔2860米，最低点兴泉村三洞桥海拔1220米。年平均气温19.8℃，年降雨量960毫米，无霜期303天。森林覆盖率32%。
大兴河、龙洞河、南阳河流经兴泉镇。
兴泉镇的水库有新文水库。

## 经济
兴泉镇经济主要依靠农业、建材产业和矿产资源，经济作物主要是桃子、蔬菜、烟叶，矿产资源主要是煤炭、石灰岩、石墨、黏土。

## 人口数据
2017年，兴泉镇有人口18516人。兴泉镇的主要少数民族是傈僳族、彝族、回族、苗族、纳西族、傣族、壮族。

## 交通
353国道和蓉丽高速公路都是东西方向穿过兴泉镇。

## 旅游景点
大兴街有“锁龙桥”，石壁上刻有“别有洞天”等字句。